# 前川忠夫 (参議院議員)
前川 忠夫（まえかわ ただお、1938年11月17日 - ）は、日本の政治家。日本社会党・民主党所属。参議院議員（1期）を歴任。

## 来歴
富山県出身。日本精工に勤務しながら定時制高校を卒業する。日本精工労働組合で活動し、書記長などを経て1980年委員長となる。同年、新産別中央執行委員となり、1982年に全機金委員長になる。1987年に連合副会長となり、1993年に金属機械労組委員長になる。1995年の第17回参議院議員通常選挙で日本社会党から比例区で出馬し初当選する。1997年に旧民主党に移り、1998年には新民主党に参加。1999年から2000年まで同党の選挙対策委員長を務めた。2001年の第19回参議院議員通常選挙で落選した。2014年の第47回衆議院議員総選挙の民主党比例南関東ブロック名簿の単独19位に掲載されるも落選。